# State la București (Alcazar)
State la București este un film de comedie român, în două acte, produs de Gaumont Paris și regizat de N. N. Șerbănescu și Ion Șahighian. Rolurile au fost interpretate de Ion Sârbul, G. Baldovin, Marietta Sadova, N. Stroe și Joujou Pavelescu.
Filmul a fost realizat inițial, în 1931, în varianta mută, însă a fost sonorizat ulterior și difuzat astfel trei ani mai târziu.

## Rezumat
State, un mic funcționar din provincie, sosit la Bucuresti în delegație, nimerește, „cu graiul, portul și apucăturile sale arhaice”, la cabaretul „Alcatraz”.

## Distribuție
Producătorii filmului au reușit să obțină concursul unor mari nume ale Teatrului Național din București. În rolul principal juca Ion Sârbul de la Teatrul Național, distribuția fiind completată de Marietta Sadova, N. Stroe, Joujou Pavelescu, Elena Penescu-Liciu, Jean Vulpescu, Tanți Economu etc.

## Critica
După lansarea filmului criticii au scris recenzii aspre cu privire la acest film, considerându-l un „simplu diletantism, animat, fără îndoială, de cele mai bune intenții și lăudabil mai ales din punct de vedere patriotic”. 